# Amanoa glaucophylla
Amanoa glaucophylla är en emblikaväxtart som beskrevs av Johannes Müller Argoviensis. Amanoa glaucophylla ingår i släktet Amanoa och familjen emblikaväxter. Inga underarter finns listade i Catalogue of Life.